# Annie Ernaux

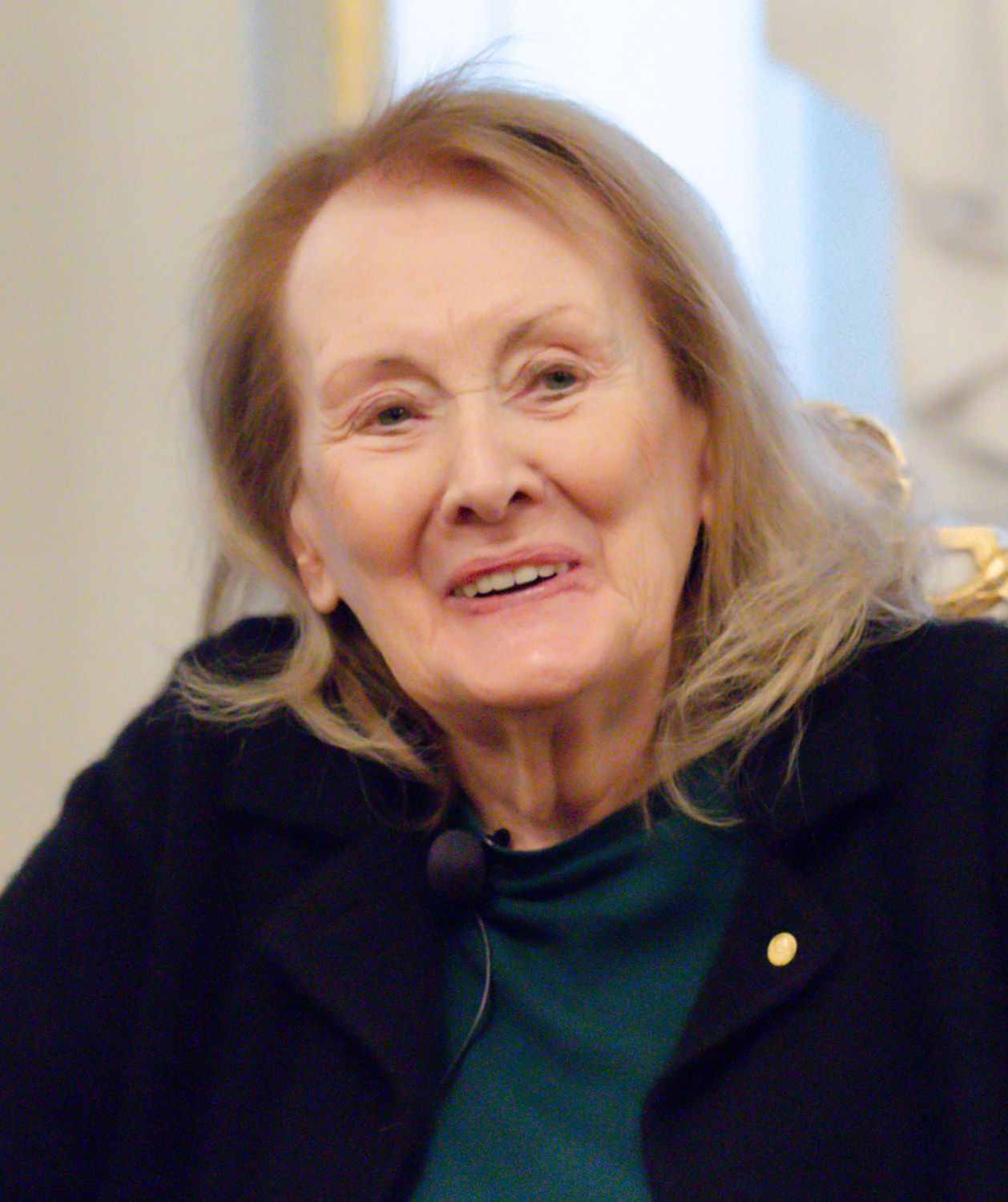
Annie Ernaux, 2022

Annie Thérèse Blanche Ernaux, geborene Duchesne (anhörenⓘ; * 1. September 1940 in Lillebonne, Seine-Maritime), ist eine französische Schriftstellerin. Ihr literarisches Werk ist im Wesentlichen autobiografisch geprägt mit starkem soziologischen Bezug. 2022 wurde ihr der Nobelpreis für Literatur verliehen.

## Leben
Annie Ernaux verbrachte ihre Kindheit und Jugend in Yvetot in der Normandie. Sie wuchs als Einzelkind in bescheidenen, aber behüteten Verhältnissen auf und wurde katholisch erzogen. Ihre Eltern waren zunächst Arbeiter und betrieben später ein kleines Ladengeschäft mit einem Café. Die Kindheit wird ein zentrales Thema ihrer Bücher und ihrer Überlegungen zur Literatur bleiben. Nach dem Besuch des Gymnasiums studierte Ernaux an den Universitäten Rouen und Bordeaux und promovierte im Jahr 1971. Danach war sie Lehrerin am Gymnasium von Bonneville in Savoyen sowie am Collège d’Évire in Annecy-le-Vieux, dann in Pontoise bei Paris, bevor sie 23 Jahre am Nationalen Zentrum für Fernunterricht, dem Centre national d’enseignement à distance, beschäftigt war.
Im Jahr 1964 heiratete sie Philippe Ernaux, mit dem sie zwei Söhne hat, Éric (geboren 1964) und David (geboren 1968). 1981 trennte sich das Paar. Annie Ernaux lebt heute in Cergy bei Paris.

## Literarisches Wirken und Filmregie
Das Werk Ernaux’ ist entschieden autobiografisch. Wiederholt thematisierte sie ihren eigenen Lebensweg vom Arbeiterkind zur Schriftstellerin. Dieser Selbstfindungsprozess spiegelt sich auch im Wandel ihres Stils wider.
Im Jahr 1974 publizierte Ernaux ihren ersten Roman, Les Armoires vides, der bereits autobiografisch geprägt ist, aber noch viele fiktionalisierende Elemente enthält. Mit ihrem vierten Roman, La Place, einer „objektiven Biographie ihres Vaters“, wurde ihr Werk unmittelbar autobiografisch und entfernte sich von klassischen Romanformen. 1984 erhielt sie für La Place den Prix Renaudot. Zur Bestimmung der Literaturgattung, der ihr Werk zuzurechnen ist, erfand Ernaux 2003 den Begriff der „auto-socio-biographie“.
Der 2008 veröffentlichte Roman Les Années wurde mit mehreren Preisen ausgezeichnet. Ebenfalls 2008 erhielt sie den Prix de la langue française für ihr Gesamtwerk.

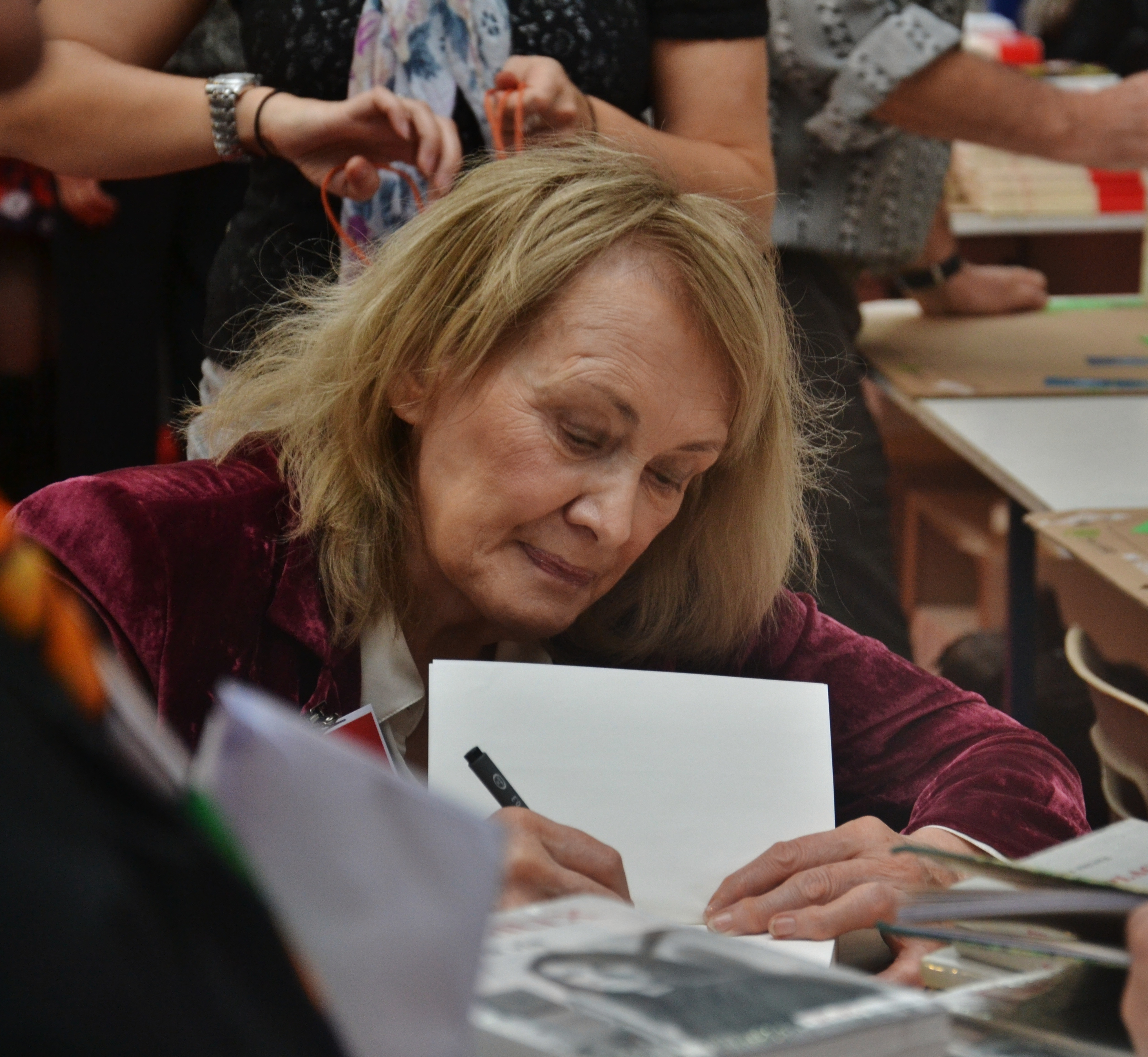
Annie Ernaux, 2011

2011 veröffentlichte sie L’autre fille, einen Brief an ihre Schwester, die als Sechsjährige, zweieinhalb Jahre vor der Geburt der Autorin, an Diphtherie gestorben war. Von der Existenz der Schwester erfuhr Ernaux im Alter von zehn Jahren zufällig aus einem von ihr belauschten Gespräch ihrer Mutter mit einem Feriengast, der im Laden ihrer Eltern einkaufte. (S. 12-15) Mit Ernaux sprachen die Eltern nie über die Verstorbene, aber wie sie in ihrem Buch Der Platz festhält, hat sie Verständnis dafür, dass die Eltern es als „ökonomische Notwendigkeit“ verstanden, „nur ein einziges Kind zu haben“. (S. 57) So gelangt sie als Erwachsene zu dem Schluss: „Ich wurde geboren, weil du gestorben warst, ich habe dich ersetzt“, und arbeitet ihre Gedanken und Erlebnisse in Form eines Briefes auf. Gegen Ende des Buches denkt sie über die Motivation ihres Aufschreibens nach:

„Ob ich mich für diesen Brief schämen werde oder stolz darauf sein werde, wobei mir nach wie vor unklar ist, warum ich ihn überhaupt geschrieben habe. Vielleicht wollte ich, indem ich dir eine Existenz gebe, nachdem dein Tod mir eine Existenz gegeben hat, eine imaginäre Schuld begleichen. Oder dich zum Leben erwecken und noch einmal in den Tod schicken, um dich und deinen Schatten loszuwerden. Um dir zu entfliehen.“

Ebenfalls 2011 erschien L’Atelier noir, eine Sammlung von Notizen, Plänen und Gedanken zu ihrem Werk. Die Anthologie Écrire la vie erschien im selben Jahr. Darin sind neben den meisten ihrer autobiografischen Texte Fotos und Tagebuchausschnitte enthalten.
Im April 2016 veröffentlichte Ernaux ein weiteres autobiografisches Werk, Mémoire de fille, in dem sie sich mit ihren ersten sexuellen Erfahrungen im Jahr 1958 und deren lebenslangem Nachklang auseinandersetzt. Sie schreibt vom „Gedächtnis einer Scham“:

„Das große Gedächtnis der Scham ist sehr viel klarer und erbarmungsloser als jedes andere. Es ist im Grund die besondere Gabe der Scham.“

Ihre Arbeitsweise beschreibt Ernaux programmatisch wie folgt:

„Um meine damalige (sc. 1952) Lebenswirklichkeit zu erreichen, gibt es nur eine verlässliche Möglichkeit, ich muss mir die Gesetze und Riten, die Glaubenssätze und Werte der verschiedenen Milieus vergegenwärtigen, Schule, Familie, Provinz, in denen ich gefangen war und die, ohne dass ich mir ihrer Widersprüche bewusst gewesen wäre, mein Leben beherrschten. Die verschiedenen Sprachen zutage bringen, die mich ausmachten, die Worte der Religion, die Worte meiner Eltern, die an Gesten und Gegenstände geknüpft waren, die Worte der Fortsetzungsromane, die ich in Zeitschriften las (…). Mich dieser Worte bedienen, von denen manche noch immer mit der damaligen Schwere auf mir lasten, um den Text der Welt, in der ich zwölf Jahre alt war und glaubte, wahnsinnig zu werden, anhand der Szene eines Junisonntags zu zerlegen und wieder zusammenzusetzen.“

Im Jahr 2022 gab Ernaux gemeinsam mit ihrem Sohn, David Ernaux-Briot, ihr Debüt als Filmregisseurin. Bei den Filmfestspielen von Cannes stellte sie den autobiografischen Dokumentarfilm Les années Super-8 (dt. Titel: Annie Ernaux – Die Super-8-Jahre) vor. Dabei verwendete sie Filmaufnahmen aus ihrem Familienleben, die ihr damaliger Ehemann, Philippe, zwischen 1972 und 1981 gemacht hatte. Das Werk ist im Kontext der Sehnsüchte der französischen Mittelschicht nach dem Pariser Mai von 1968 zu sehen.

## Rezeption

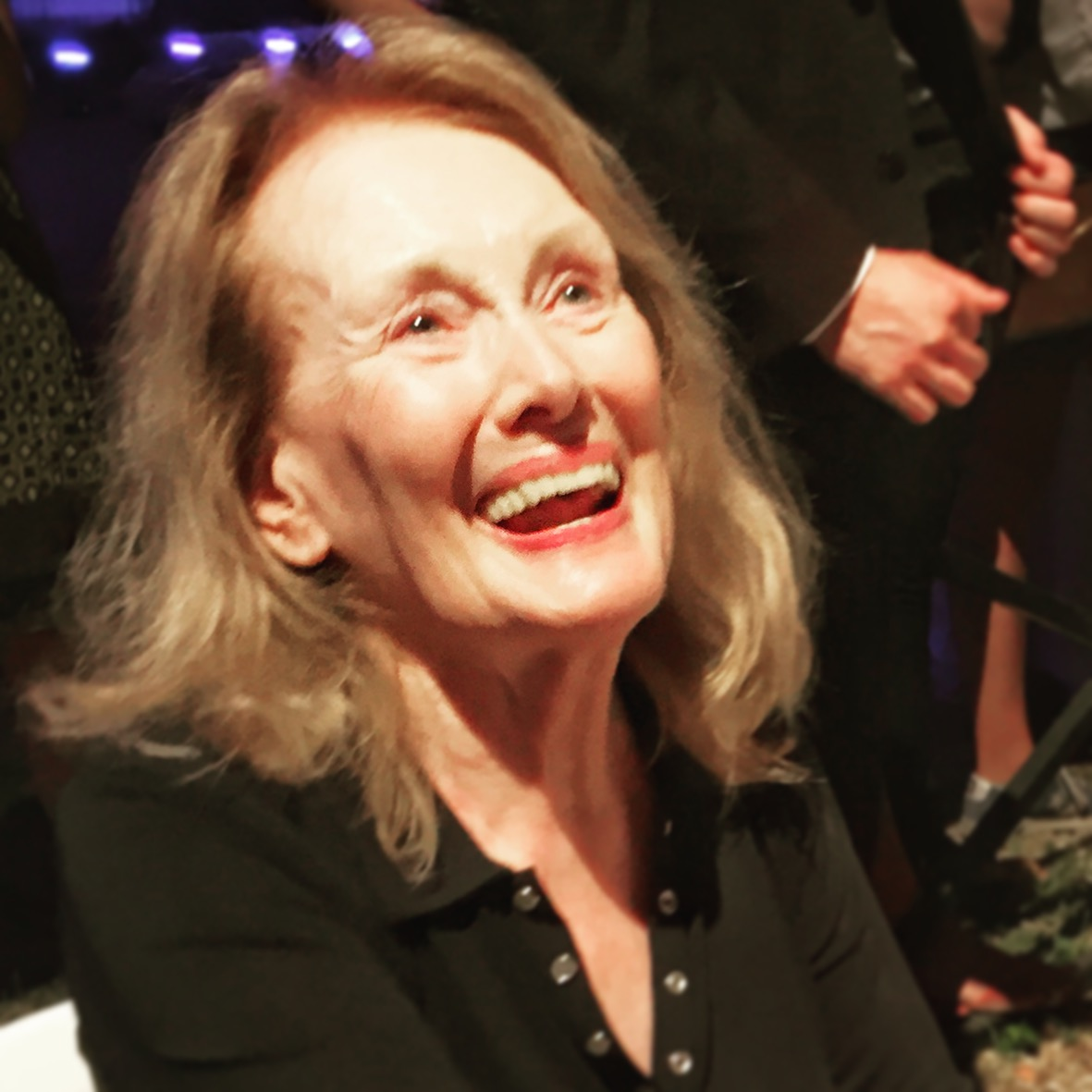
Ernaux bei der Verleihung des Premio Strega Europeo 2016 für Les Années

Annie Ernaux gilt als „eine der prägendsten Stimmen der französischen Gegenwartsliteratur“. Sie wird im universitären Umfeld positiv rezipiert; ihr Werk ist Gegenstand zahlreicher wissenschaftlicher Arbeiten. In der Literaturkritik wird ihr Werk vorwiegend anerkennend aufgenommen, von einzelnen Stimmen hingegen als „Zurschaustellen des Elends“ oder „banale und unglaubliche Anmaßung“ beurteilt. So wurde Mémoire de fille „ein Geruch nach Mottenkugeln“ attestiert, man habe „den Eindruck, dasselbe schon tausendmal“ von ihr gelesen zu haben. Andere wiederum führen die große Popularität und die unmittelbare Verbundenheit von Autorin und Leserschaft auf das große Talent Ernaux’ zurück, die den schneidenden Stil ihrer ersten Romane zu einer klassischen Strenge weiterentwickelt habe. Ihre trockene, minimalistische und kalt erscheinende „écriture plate“ verberge vielleicht die Tränen: „Cette froideur cache peut-être des larmes.“ Nathalie Crom in der Zeitschrift Télérama lobt Les Années als großes und schönes Buch, in dem Ernaux’ Meisterschaft zur Blüte komme. Ernaux erhalte seither außerordentliche Aufmerksamkeit durch Literaturkritik und Leserschaft; die Publikation von Les Années habe allgemeinen Beifall ausgelöst. Das Buch wurde zum Bestseller.
Im Wochenmagazin Der Spiegel bewertete Nils Minkmar die im September 2017 veröffentlichte deutschsprachige Fassung von Les Années, Die Jahre, unter der Überschrift Ein weiblicher Proust als „Meisterwerk“. Ernaux habe „eine Klasse, die vielen ihrer männlichen Kollegen fehlt“. Laut Ruth Fühner vom Hessischen Rundfunk unternimmt Ernaux den weitgehend „großartig“ gelungenen Versuch, ihre „eigene Lebenszeit als Epoche“ darzustellen. Im Deutschlandfunk Kultur kommentierte Peter Urban-Halle: „In unserer Zeit des autobiografischen Romans schreibt die Französin Annie Ernaux eine Anti-Autobiografie. Da sich für sie das Individuelle und das Kollektive gegenseitig beeinflussen, gibt es in ihrem einzigartigen Buch kein Ich.“ Die Schriftstellerin schreibe „sachlich“, „ohne Metaphern und ohne Beurteilungen“ aus soziologischer Perspektive, beeinflusst von Pierre Bourdieu und anhand von Fotos aus ihrem Leben. Meike Feßmann bezeichnete in der Süddeutschen Zeitung Ernaux als „herausragende Schriftstellerin“. Als Vorbilder für dieses „eigenständige“ Werk nennt Feßmann neben Proust und Virginia Woolf die Soziologen Michel Foucault und Pierre Bourdieu sowie Roland Barthes. In der Tageszeitung Taz erschien eine Rezension von Klaus Bittermann mit dem Titel Als die Leichen durch Paris schwammen, der sich auf das Massaker von Paris bezieht: „Nachkriegszeit, Algerienkrise, Mai ’68, Mitterrand, Frauenbewegung – Annie Ernaux hat ein ungewöhnliches Stück Gedächtnisliteratur geschrieben, in dem die persönliche Geschichte eine kollektive Geschichte erzählt. Keine klassische Autobiografie, weil, wie Annie Ernaux sagt: Man ist nicht allein.“ Bittermann urteilt, es handele sich um ein „großes Buch“, merkt jedoch an, der hintere Teil der Erzählung sei teilweise banal, weil die Ereignisse keinen unmittelbaren Bezug mehr zu der Autorin hätten. Ab der Jahrtausendwende stellt er einen melancholischen Unterton und eine Distanz zu den Geschehnissen fest. Die Buchbesprechung von Tobias Schwartz im Tagesspiegel trägt den Titel Etwas von der Zeit retten und zitiert damit einen Teil des letzten Satzes aus Ernaux’ Buch. Schwartz postuliert, man könne Ernaux eine Soziologin nennen. Gemeinsam mit dem Soziologen Didier Éribon, der sich ausdrücklich auf sie beziehe, war sie auf der Frankfurter Buchmesse 2017 aufgetreten. Ernaux sehe sich als „Ethnologin ihrer selbst“. Schwartz hebt hervor, der Text sei „experimentell“, „anspruchsvoll“, teilweise „gewagt“ und dennoch publikumswirksam.
Die Fernsehsendung Das Literarische Quartett auf der Frankfurter Buchmesse hatte Ernaux’ Werk Die Jahre zum Thema. Drei Diskutanten, Volker Weidermann, Christine Westermann und Johannes Willms, sprachen sich für das Buch aus, Thea Dorn dagegen. Willms nannte es eine „Soziographie“, die Emanzipationsgeschichte eines Mädchens aus der Provinz, das in Paris ein Lehramtsstudium absolviert. Westermann bezeichnete den Text als Zeitreise in ihr eigenes Leben. Für Weidermann ist Die Jahre bis 1989 ein „Aufbruchsbuch“, das ihn nach anfänglicher Irritation gepackt habe. Dorn hingegen wandte sich gegen die Verwendung von „man“ statt „ich“; damit behaupte Ernaux, ein Mädchen aus kleinen Verhältnissen dürfe keine Subjektivität haben. Das „quasi soziologische“ statt literarische Buch sei politisch, links und poststrukturalistisch.
Im Südwestrundfunk analysierte Michael Kuhlmann Ernaux’ Sprache und wies auf die glückliche Hand ihrer Übersetzerin, Sonja Finck, hin. Ein Interview von Beate Tröger mit Finck zu den Anforderungen an die Übersetzung erschien in der Wochenzeitung Der Freitag.
Laut Magnus Klaue in einer Beilage zur Jungle World gelingt Ernaux in Die Jahre, was Éribon in Rückkehr nach Reims nur versprochen habe: „die glückliche Allianz von Autobiographie und Historiographie.“ Laut Christoph Vormweg vom Deutschlandfunk ist das Buch eine provozierende Aufforderung zur Selbstbesinnung. Er zitiert Ernaux’ Intention, „etwas von der Zeit (zu) retten, in der man nie wieder sein wird.“
Im Tagesspiegel rezensiert Gerrit Bartels Erinnerung eines Mädchens in einem Beitrag mit dem Titel Begehrenswert ist das Begehren:

„Aufregend ist, wie Ernaux sich in ihrem Buch selbst umkreist, wie sie nach dem Wirklichkeitsgehalt des Erlebten, dem Erinnerten fragt, wie sie um den Erkenntniswert, um die Wahrheit ‚dieser Erzählung‘ ringt. Und dass sie weiß: deshalb ist ihre autobiografische Literatur etwas Besonderes, ist ihr Leben ein unerschöpfliches Stoffreservoir, weil sich das Schreiben, das Erlebte und das Erinnern nie gänzlich zur Deckung bringen lassen.“

In der Wiener Zeitung zitiert Shirin Sojitrawalla Ernaux zum Verhältnis von Ereignis und Erinnerung:

„Ich konstruiere keine Romanfigur. Ich dekonstruiere das Mädchen, das ich gewesen bin […] Den Abgrund erkunden zwischen der ungeheuren Wirklichkeit eines Geschehens in dem Moment, in dem es geschieht, und der merkwürdigen Unwirklichkeit, die dieses Geschehen Jahre später annimmt.“

Ernaux betrachtet ihr Werk im Zusammenhang von Literatur, Soziologie und Geschichte und „will in einem individuellen Gedächtnis das Gedächtnis des kollektiven Gedächtnisses finden und so die Geschichte mit Leben füllen.“ Sie beschreibt ihr Ich als fragmentarisch, nicht kontinuierlich, vom Zufall bestimmt. Traumatisierende Erlebnisse in Kindheit und Jugend wurden in der Familie verschwiegen und sind Ursache einer lebenslangen Scham.

„‚Ich werde ihre Stimme nie mehr hören. Sie, ihre Worte, ihre Hände, ihre Gesten, ihr Gang und ihre Art zu lachen waren es, die die Frau, die ich heute bin, mit dem Kind, das ich gewesen bin, verbunden haben. Ich habe die letzte Brücke zu der Welt, aus der ich stamme, verloren.‘ Was für Sätze! Annie Ernaux schreibt sie in ihrem neuen Buch Eine Frau, die Frau ist ihre Mutter, […] Sonja Finck hat es ins Deutsche übersetzt.“

Speziell dem Verhältnis Ernaux’ zu Pierre Bourdieu widmet sich Franz Schultheis 2020 in einer Beilage zu Jungle World:

„In Frankreich hatte Ernaux parallel zu Bourdieus Die feinen Unterschiede vor fast vier Jahrzehnten eine wahlverwandte und in vielerlei Hinsicht ergänzende literarische Sicht auf die französische Klassengesellschaft entwickelt. Es ist erstaunlich, wie spät man sie im deutschsprachigen Raum entdeckt hat […] In den 1980er Jahren, als Bourdieus und Ernaux’ Gesellschaftsanalysen in Frankreich zum Standardrepertoire des intellektuellen Lebens gehörten, feierte die deutsche Mainstream-Soziologie das Ende der Klassengesellschaft und den Fahrstuhl nach oben für alle. Jetzt, fast 4 Jahrzehnte danach, scheint man sich angesichts wachsender gesellschaftlicher Ungleichheiten beim Zugang zu allen Formen an Lebens-Chancen zu besinnen und die Schwerkraft gesellschaftlicher Reproduktionen neu zu entdecken.“

Im Oktober 2022 wurde Ernaux „für den Mut und die klinische Schärfe, mit der sie die Wurzeln, Entfremdungen und kollektiven Fesseln der persönlichen Erinnerung aufdeckt“, der Nobelpreis für Literatur zuerkannt. In ihrer Ansprache bei der Preisverleihung legte sie Inspirationsquellen und Prinzipien ihres literarischen Schaffens dar.

## Politisches Engagement
Im französischen Präsidentschaftswahlkampf 2012 unterstützte Ernaux den im ersten Wahlgang ausgeschiedenen linken Bewerber Jean-Luc Mélenchon, ebenso im Präsidentschaftswahlkampf 2022.
Ernaux vertrat irankritische Positionen. Sie zeigte sich solidarisch mit den Protesten im Iran 2022. In einem Interview begrüßte sie, dass sich „Frauen gegen diesen absoluten Zwang, den Hidschāb zu tragen, auflehnen“.
Ernaux vertrat auch israelkritische Positionen. Sie war 2018 unter den 80 Erstunterzeichnern eines Aufrufs zum Boykott einer israelisch-französischen Kulturwoche. 2019 wies sie zusammen mit mehr als hundert französischen Künstlern France Télévisions auf den Widerspruch hin, der dem Anspruch innewohne, mit dem Eurovision Song Contest „den Dialog zwischen den Völkern, die Offenheit und das Zusammenleben zu fördern“. Diese Botschaft klinge hohl, wenn sie von den Menschenrechtsverletzungen an den Palästinensern ablenke. Deshalb werde das staatliche französische Fernsehen aufgerufen, keine Delegation zum ESC in Israel zu entsenden.
Nach der Verleihung des Literatur-Nobelpreises an Ernaux 2022 erhob sich insbesondere in Deutschland Kritik an der Entscheidung des Preiskomitees. So hieß es in der Wochenzeitung Die Zeit, man brauche die Fehler, die aus Ernaux’ Parteinahme für die „Unterdrückten“ entstünden, nicht zu verkleinern. Ernaux’ punktuelle Unterstützung von BDS-Aktionen sei „mehr als grenzwertig […] Doch wären Ernaux’ Bücher nicht so mitreißend und schon gar nicht so mind-blowing, wie sie vor allem von einer ganz jungen Frauengeneration zurzeit empfunden werden, wären sie vom grundsätzlichen Furor des Engagements und des stark erregbaren sozialen Kompasses befreit.“
Im Jahr 2024 unterstützte sie nach dem Terrorangriff der Hamas auf Israel die Initiative „Strike Germany“, in der internationale Kulturschaffende zu einem Boykott staatlicher deutscher Kulturinstitutionen aufriefen. Dabei handelt es sich um einen „Aufruf, die McCarthy-ähnlichen Maßnahmen deutscher Kultureinrichtungen zurückzuweisen, die die freie Meinungsäußerung einschränken, insbesondere den Ausdruck von Solidarität mit Palästina“. Laut dem Suhrkamp Verlag wollte Ernaux die Veröffentlichung oder Inszenierung ihrer Texte in Deutschland jedoch nicht boykottieren. In der Tageszeitung taz wurde dies als inkonsequent kritisiert. Im Oktober 2024 gehörte Ernaux zu den Unterzeichnern eines Aufrufs zum Boykott israelischer Kulturinstitutionen, „die an der überwältigenden Unterdrückung der Palästinenser mitschuldig sind oder diese stillschweigend beobachtet haben“.

## Werke
- Les armoires vides. Gallimard, Paris 1974
  - Übers. Sonja Finck: Die leeren Schränke. Suhrkamp, Berlin 2023. ISBN 978-3-518-22549-3.[55]
- Ce qu’ils disent ou rien. Gallimard, 1977
- La femme gelée. Roman. Gallimard, 1981
- La place. Gallimard, 1983
  - Übers. Barbara Scriba-Sethe:[56] Das bessere Leben. Erzählung. Bertelsmann, München 1986, ISBN 978-3-570-01394-6, wieder in: Moderne französische Prosa. Ernaux, Danièle Sallenave, Mireille Best, François Bon. Verlag Volk und Welt, Berlin 1988, ISBN 3-353-00350-9, S. 5–62. Mit Bio-bibliographischen Notizen. Weitere Texte: Ehegespräche, von Sallenave; Psalm für Frédérique, von Best; Limit von Bon; Übers. dieser Texte Eva Schewe, Gotthardt Schön, Christiane Baumann mit Gisela Lerch.
  - Neuübersetzung Sonja Finck: Der Platz. Suhrkamp, Berlin 2019, ISBN 978-3-518-22509-7.[57][58]
- Une Femme. Gallimard, Paris 1987
  - Übers. Regina Maria Hartig: Das Leben einer Frau. Fischer TB, Frankfurt am Main 1993, ISBN 3-596-11644-9.
  - auch als: Gesichter einer Frau. Dieselbe Übersetzerin. Goldmann, München 2007, ISBN 978-3-442-45363-4.
  - Neuübersetzung Sonja Finck: Eine Frau. Suhrkamp, Berlin 2019, ISBN 978-3-518-22512-7.
- Passion simple. Gallimard, Paris 1991
  - Übers. Regina Maria Hartig: Eine vollkommene Leidenschaft. Die Geschichte einer erotischen Faszination. Goldmann, München 2004, ISBN 3-442-45364-X.
  - Neuübersetzung Sonja Finck: Eine Leidenschaft, Suhrkamp, Berlin 2024, ISBN 978-3-518-22553-0.
- Journal du Dehors. Gallimard, 1993
- La honte. Gallimard, 1997
  - Übers. Sonja Finck: Die Scham. Suhrkamp, Berlin 2020, ISBN 978-3-518-22517-2.
- Je ne suis pas sortie de ma nuit. Gallimard, 1997
  - Übers. Sonja Finck: Ich komme nicht aus der Dunkelheit raus. Suhrkamp, Berlin 2025, ISBN 978-3-518-22564-6.[59]
- L’ événement. Gallimard, Paris 2000
  - Übers. Sonja Finck: Das Ereignis. Suhrkamp, Berlin 2021, ISBN 978-3-518-22525-7.
- Se perdre. Gallimard, 2001
  - Übers. Gaby Wurster: Sich verlieren. Goldmann, München 2003, ISBN 978-3-442-31003-6.
- L’Occupation. Gallimard, 2002
  - Übers. Sonja Finck: Die Besessenheit. Suhrkamp, Berlin 2025, ISBN 978-3-518-22562-2
- mit Marc Marie: L’Usage de la photo, textes d’après photographies, Gallimard, 2005
- Les années. Gallimard, 2008
  - Übers. Sonja Finck: Die Jahre.[60] Suhrkamp, Berlin 2017, ISBN 978-3-518-22502-8.[61]
- L’écriture comme un couteau. Stock, Paris 2011
- L’autre fille. Nil, Paris, 2011, ISBN 978-2-84111-539-6.
  - Übers. Sonja Finck: Das andere Mädchen. Suhrkamp, Berlin 2022, ISBN 978-3-518-22539-4.
- Retour à Yvetot. Mauconduit, Paris 2013
- Regarde les lumières, mon amour. Reihe: Raconter la vie. Seuil, Paris 2014
- Mémoire de fille. Gallimard, Paris, 2016, ISBN 978-2-07-014597-3.[62]
  - Übers. Sonja Finck: Erinnerung eines Mädchens. Suhrkamp, Berlin 2018, ISBN 3-518-42792-X.[63]
- Le jeune homme. Gallimard, Paris 2022, ISBN 978-2-07-298008-4.
  - Übers. Sonja Finck: Der junge Mann. Suhrkamp, Berlin 2023, ISBN 978-3-518-43110-8[64]
- mit Rose-Marie Lagrave: Une conversation. Herausgegeben von Sarah Hechler, Claire Mélot und Claire Tomasella, Éditions École des hautes études en sciences sociales, Paris 2023, ISBN 978-2-713-22960-2.

## Auszeichnungen und Ehrungen
- Prix Renaudot 1984 für La Place
- Prix Marguerite-Duras 2008 für Les Années
- Prix François-Mauriac de la région Aquitaine 2008 für Les Années
- Prix de la langue française 2008 für ihr Gesamtwerk
- Doctor honoris causa an der Université de Cergy-Pontoise, 2014[65]
- Premio Feronia-Città di Fiano 2014, Ehrung als eine fremdsprachige Autorin, für La Place
- Premio Strega Europeo 2016 für Les Années und für die italienische Übersetzung durch Lorenzo Flabbi
- Prix Marguerite-Yourcenar 2017 der Société civile des auteurs multimédia (Scam) für ihr Gesamtwerk,[66] dotiert mit 8000 €
- „Premio Ernest Hemingway di Lignano Sabbiadoro“, 2018, 34. Jahrgang, für ihr Gesamtwerk
- Premio Gregor von Rezzori, 2019, für Una Donna
- Premio Formentor de las Letras, 2019[67]

„Eine schonungslos aufrichtige Selbstbefragung, mit der Ernaux bis in die intimsten Winkel ihrer selbst vordringt […] (Sie erzählt) die Unübersichtlichkeit, die Gebrochenheiten zeitgenössischen Lebens.“

- Prix de l’Académie de Berlin, 2019[68]
- Die Scham, ORF-Bestenliste Oktober 2020[69]
- Würth-Preis für Europäische Literatur, 2022[70]
- Nobelpreis für Literatur, 2022[71]

Namensgeberin
- Zusammen mit der Gemeinde Saint-Leu-la-Forêt: „Prix Annie-Ernaux“, ein mit 1000 € dotierter Literaturpreis für bisher unveröffentlichte Texte, gegründet 2001.[72]

## Verfilmungen
- 2008: L’autre. Regie: Patrick-Mario Bernard und Pierre Trividic, Darsteller: Dominique Blanc (basierend auf dem Roman L’occupation)
- 2020: Passion simple. Regie: Danielle Arbid, Darsteller: Laetitia Dosch, Sergei Polonin
- 2021: Das Ereignis (L’événement). Regie: Audrey Diwan, Darsteller: Anamaria Vartolomei

## Hörspieladaptionen
- 2018: Die Jahre. Produktion: hr, Bearbeitung und Regie: Luise Vogt, Sprecher: Birte Schnöink, Constanze Becker, Corinna Harfouch und Nicole Heesters. CD-Veröffentlichung: Der Audio-Verlag 2019, ISBN 978-3-7424-1032-0.
- 2020: Erinnerung eines Mädchens. Produktion: SWR, Bearbeitung und Regie: Irene Schuck, Sprecher: Hedi Kriegeskotte, Anna Drexler, Peer Oscar Musinowski und Andrea Hörnke-Trieß.
- 2020: Der Platz. Produktion: hr, Bearbeitung und Regie: Erik Altorfer, Musik: Martin Schütz, Sprecherin: Stephanie Eidt. CD-Veröffentlichung: Der Audio-Verlag 2020, ISBN 978-3-7424-1707-7.[73]
- 2021: Die Scham / La honte.[74] Produktion: Deutschlandfunk Kultur, Bearbeitung und Regie: Stefanie Hoster, Sprecherinnen: Andrea Schieffer, Jördis Trauer, Lily Kottkamp und Clarisse Cossais.

## Theater-Adaption
- Schreiben. Leben. Annie Ernaux’ Jahre. Theater Felina-Areal, Mannheim, Oktober 2020. Regie: Rainer Escher; Darstellerinnen: Elisabeth Auer, Hedwig Franke; Bühne: Holger Endres; Dramaturgie: Angela Wendt.
- Ein Leben. Eine Montage nach den Texten Die Jahre, Erinnerung eines Mädchens, Das Ereignis und Der junge Mann. Bühnen Bern, September 2023. Regie: Stina Werenfels; Darstellerinnen: Jeanne Devos, Jan Hensel, Jan Maak, Isabelle Menke, Nikola Weiße, Genet Zegay; Bühne: Magdalena Gut; Dramaturgie: Felicitas Zürcher.

## Film
- 1986 Die Filmemacherin Vera Botterbusch drehte für das Bayerische Fernsehen unter der Rubrik Lesezeichen den Film La Place | Das bessere Leben.
- 2022 drehte der französische Dokumentarfilmer Régis Sauder den Film J’ai aimé vivre là  einen Film über die Pariser Vorstadt Cergy-Pontoise, in der Annie Ernaux lange Zeit lebte. Der Regisseur und Kameramann Sauder lässt junge Frauen unterschiedlicher Herkunft über ihr Leben in der Vorstadt berichten. Der Film ist durchsetzt mit Auszügen aus Ernaux’ Texten, wie Journal du dehors (1993), La vie extérieure (2000) und Les années (Deutsch: Die Jahre) (2008).[75]